# Tokachi (train)
Pour les articles homonymes, voir Tokachi.
Le Tokachi (とかち) est un train express existant au Japon et exploité par la compagnie JR Hokkaido, qui relie la ville de Sapporo à celle d'Obihiro. Son nom fait référence au mont Tokachi.

## Gares desservies
Le Tokachi circule de la gare de Sapporo à la gare d'Obihiro en empruntant les lignes Hakodate, Chitose, Sekishō et Nemuro.
| Nom des gares   |
| --------------- |
| Sapporo         |
| Shin-Sapporo    |
| Minami-Chitose  |
| Oiwake          |
| Shin-Yūbari     |
| Shimukappu      |
| Tomamu          |
| Shintoku        |
| Tokachi-Shimizu |
| Memuro          |
| Obihiro         |

## Matériel roulant
Les services Tokachi sont effectués par des rames séries KiHa 261-1000. Dans le passé, ils ont été effectués par les séries KiHa 183 et KiHa 283.

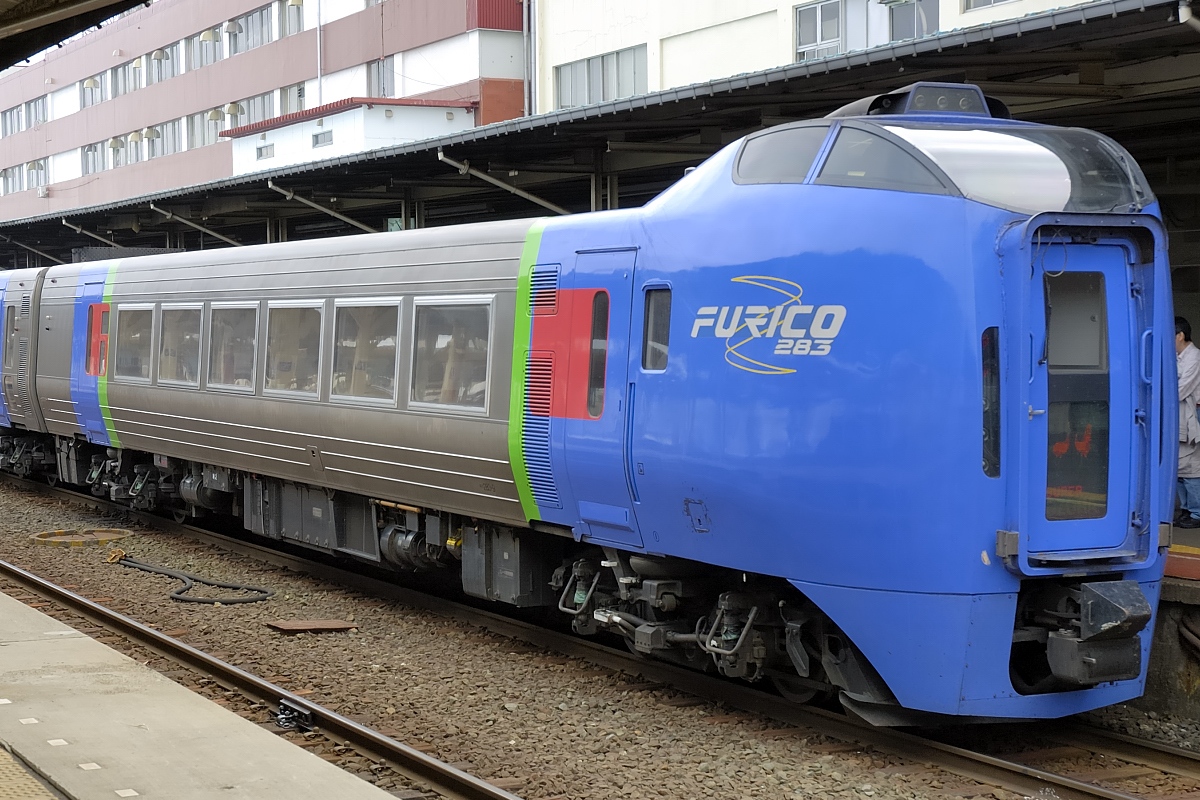
Série KiHa 283
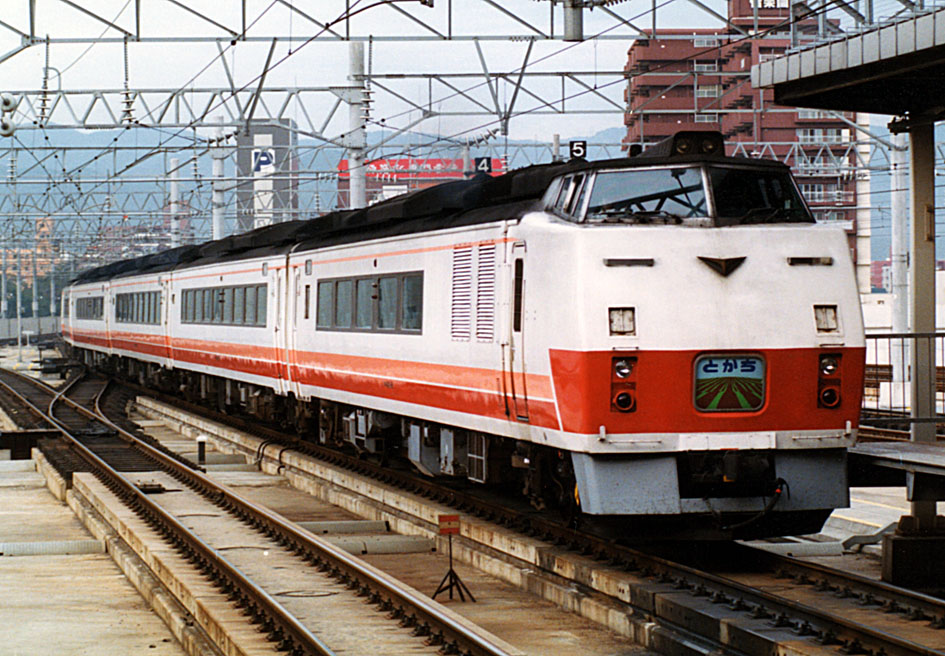
Série KiHa 183
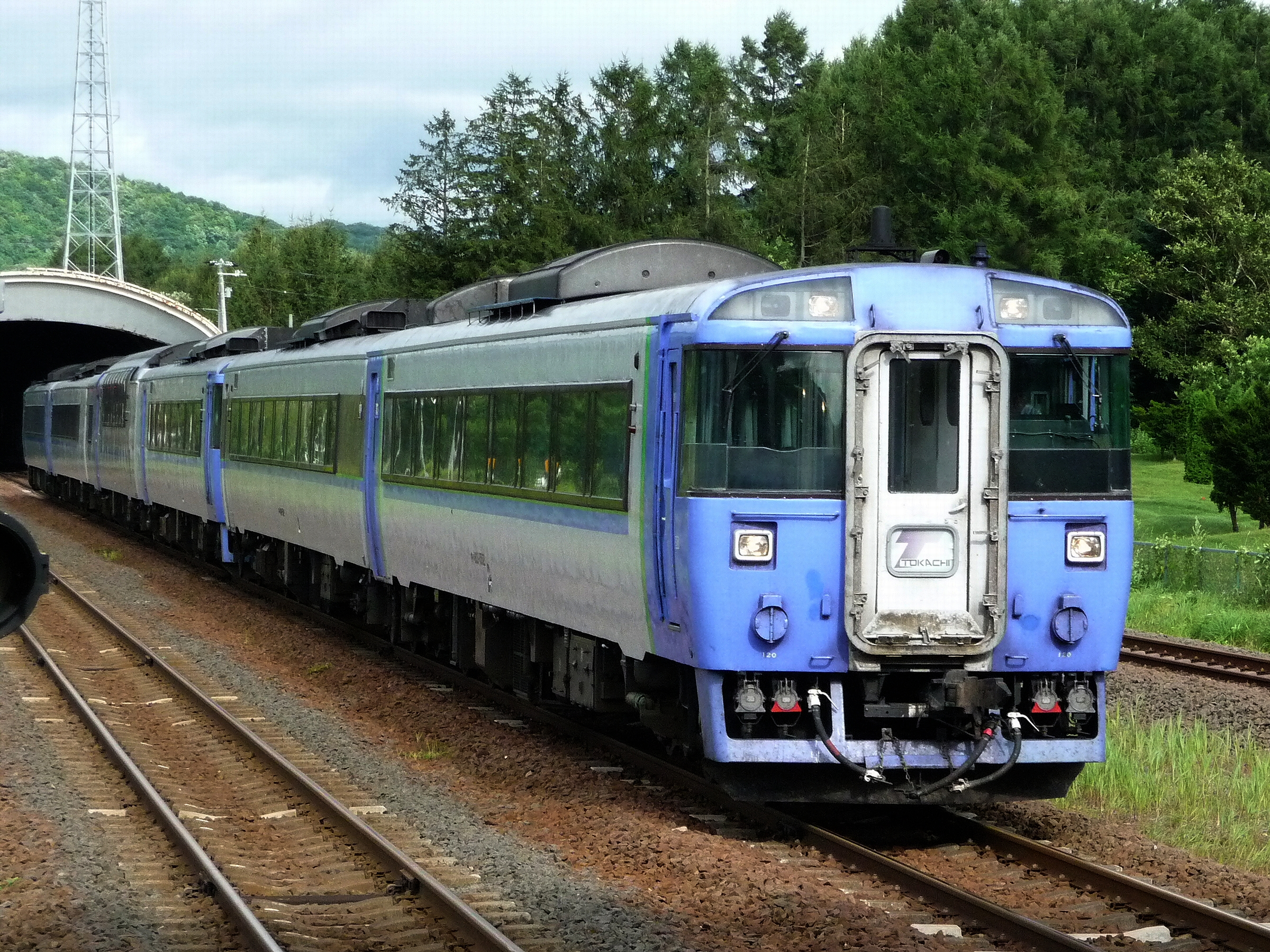
Série KiHa 183

## Composition des rames
- Série KiHa 261[1]:

| N° de voiture | 1     | 2       | 3       | 4       |
| Classe        | Green | Réservé | Réservé | Réservé |